# Xyris affinis
Xyris affinis là một loài thực vật hạt kín trong họ Hoàng đầu. Loài này được Welw. ex Rendle miêu tả khoa học đầu tiên năm 1899.